# Baccaurea ptychopyxis
Baccaurea ptychopyxis är en emblikaväxtart som beskrevs av Airy Shaw. Baccaurea ptychopyxis ingår i släktet Baccaurea och familjen emblikaväxter. Inga underarter finns listade i Catalogue of Life.